# Episteme bisma
Episteme bisma là một loài bướm đêm trong họ Noctuidae.